# L’Arianna
L’Arianna ist eine Oper (Originalbezeichnung: „tragedia“, SV 291) in einem Akt von Claudio Monteverdi. Das Libretto stammt von Ottavio Rinuccini. Es basiert auf der griechischen Sage um Ariadne und Theseus. Das Werk erlebte seine Uraufführung am 28. Mai 1608 im Hoftheater Mantua anlässlich der Vermählungsfeierlichkeiten des Prinzen Francesco von Gonzaga mit Margherita von Savoyen. Der größte Teil des Werkes ist verschollen. Erhalten geblieben ist nur das berühmte Lamento d’Arianna, ein Ausdruck von Trauer und Verlassenheit.

## Handlung
Nachdem Ariadne von Theseus verlassen wurde, will sie ihr Leben in den Fluten des Meeres beenden. Fischer retten ihr das Leben; doch die Verzweifelte kann ihnen nicht dankbar sein. Untröstlich stimmt sie die Klage an: „Lasst mich sterben!“
Die einzelnen Szenen sind im erhaltenen Libretto nicht nummeriert. Der Musikwissenschaftler Ulrich Michels unterteilte das Werk in einen Prolog und acht Szenen.:93 Bei librettidopera.it und in der Rekonstruktion von Claudio Cavina besteht es aus elf Szenen.
Szene 1. Der Gott Apollo (Apollon) begrüßt das Brautpaar, aus dessen Anlass die Oper 1608 in Mantua aufgeführt wird, und stimmt die Anwesenden auf die süßen Klänge der nachfolgenden Vorstellung ein.
Szene 2. Die Liebesgöttin Venere (Venus) hat ihren Sohn Amore (Amor) zu sich gerufen. Sie erzählt ihm in Kürze die Geschichte von Arianna (Ariadne) und Teseo (Theseus). Die beiden sind gerade aus dem Labyrinth des Minotauros entkommen und werden ihre Zuflucht in Naxos suchen. Venus weiß bereits, dass Teseo Arianna verlassen wird. Deren Verzweiflung wird so groß sein, dass sie ihrem Leben ein Ende bereiten will. Um das zu verhindern, soll Amor Teseos Liebe so sehr verstärken, dass er nicht in der Lage sein wird, ohne Arianna abzureisen. Schon zeigen sich in der Ferne die Schiffe Teseos. Das Paar betritt das Ufer, und Venus schildert ihrem Sohn die Schönheit und Würde Ariannas. Amor will sich unsichtbar zu den Ankommenden begeben, um den Plan auszuführen.
Szene 3. Nach der Landung preisen Teseos Soldaten die Heldentaten ihres Königs. Teseo verkündet ihnen, dass sie schon bald in ihre Heimat zurückkehren können. Nur Arianna leidet darunter, dass sie ihre Eltern nicht wiedersehen wird, weil sie die Verbindung mit Teseo gegen deren Willen eingegangen ist. Teseo will sie als Königin mit sich nach Athen führen. Während die Soldaten bei den Schiffen bleiben, begeben sich Teseo und Arianna und ein Berater an Land. Dort erblicken sie eine Fischerhütte.
Szene 4. Fischer besingen die Schönheit des Abendhimmels und ihren wohlverdienten Feierabend. Der Berater erklärt Teseo, dass seine Beziehung zu der heimatlosen Flüchtlingsfrau Arianna nicht standesgemäß sei. Die Athener würden sich darüber entrüsten, und sein wohlverdienter Ruhm werde verblassen. Trotz seiner großen Liebe zu Arianna lässt sich Teseo schließlich überreden, noch am selben Abend heimlich ohne sie abzureisen. Der Berater tröstet ihn damit, dass der Himmel dafür sorgen werde, dass sie wieder glücklich in ihre Heimat zurückkehren könne. Die Fischer begrüßen mit ihrem Gesang den anbrechenden Morgen.
Szene 5. Am nächsten Morgen vermisst Arianna ihren Geliebten Teseo. Ihre Gastgeberin Dorilla versucht zunächst, sie damit zu beruhigen, dass er vielleicht am Hafen die Schiffe oder das Meer inspizieren wolle, ohne sie zu wecken. Auch die anderen Fischer bemühen sich, sie zu trösten.
Szene 6. Ein Bote berichtet den Fischern empört, dass Teseo und die Schiffe tatsächlich fort sind. Die verlassene Arianna habe am Ufer geweint und geflucht. Schließlich habe sie sich wie wahnsinnig in die Fluten geworfen, um sich selbst zu töten, wurde aber von Fischern gerettet.
Szene 7. Die zutiefst verzweifelte Arianna klagt den Fischern im bekannten Lamento ausgiebig ihr Leid – mehrfach unterbrochen von mitfühlenden Zwischenrufen der Fischer. Dorilla weist darauf hin, dass am Strand wieder Geräusche zu hören seien. Vielleicht habe sich Teseo besonnen und sei zu ihr zurückgekehrt. Arianna glaubt nicht daran. Der Chor erinnert an die Treue des Orpheus, der seiner Gattin bis ins Totenreich folgte.
Szene 8. Ein zweiter Bote erscheint. Er berichtet, dass es sich bei den Schiffen am Ufer nicht um die Teseos handelte. Stattdessen sei der ruhmreiche Bacco (Bacchus) eingetroffen, habe sich sofort in die in Tränen aufgelöste Arianna verliebt und durch Amors Hilfe auch sogleich Gegenliebe gefunden.
Szene 9. Die Soldaten Bacchus’ preisen die Liebe des Paares. Amor verweist auf seine eigene Macht, und Arianna fordert alle auf, sich mit ihr zu freuen, denn „über jedes menschliches Sehnen hinaus gesegnet ist das Herz, das zum Trost einen Gott hat“.
Szene 10. Venus steigt aus dem Meer und ermutigt Arianna, die Liebe zu genießen.
Szene 11. Giove (Jupiter) öffnet den Himmel, um seine Nachkommen zur Ruhe nach einem abwechslungsreichen Leben in sein Reich einzuladen. Bacchus verheißt Arianna, dass sie gemeinsam für immer glücklich unter den Göttern leben werden.

## Werkgeschichte
Claudio Monteverdi war seit 1590 am Hof in Mantua tätig und hatte dort seit 1601 die Position des Hofkapellmeisters inne. Dort wurde auch 1607 seine erste Oper L’Orfeo uraufgeführt. Deren Erfolg war so überwältigend, dass Herzog Vincenzo I. Gonzaga ihn anlässlich der für die Karnevalsaison 1608 geplanten Vermählungsfeierlichkeiten seines Sohnes Francesco mit Margherita von Savoyen mit der Komposition einer neuen Oper, d. h. einer Tragödie mit Musik („tragedia […] in musica“), beauftragte. Die Hochzeit selbst wurde aus politischen Gründen um einige Monate verschoben, sodass die Feierlichkeiten schließlich vom 24. Mai bis 8. Juni 1608 währten.
Die Hochzeit war ein wichtiges politisches Ereignis, das entsprechend gefeiert werden musste. Silke Leopold zählte auf: „Hofbälle, Theaterstücke, Feuerwerke und andere Grandiositäten folgen einander auf dem Fuße: Am 28. Mai L’Arianna, am 29. Mai morgens ein Jagdausflug, abends eine Komödie, am 30. Mai Ausflüge, am 31. Mai ein nächtliches Fest auf dem See, am 1. Juni ein Hofball, am 2. Juni Guarinis Komödie ‚L’Idropica’ mit Prolog und Intermedien von Gabriello Chiabrera, zu denen Monteverdi und vier weitere Komponisten die Musik schrieben, am 3. Juni ein Turnierspiel mit dem Titel Il trionfo dell’onore [Musik von Gagliano], am 4. Juni Rinuccinis Ballo delle Ingrate [Musik von Monteverdi], am 5. Juni ein Balletto d’Ifigenia [Musik von Gagliano]“. Ziel des großen Aufwands war es, die Festlichkeiten möglichst pompös zu gestalten, um die Bedeutung des Herzogtums Mantua im Vergleich zum mächtigen Haus Savoyen hervorzuheben. Zugleich zeigt sich darin die Absicht, den Ruhm der Medici zu übertreffen, deren Feste von 1589 (u. a. Aufführung der Intermedien für La pellegrina) und 1600 (Uraufführung von Jacopo Peris Euridice) bislang den Maßstab gesetzt hatten. Obwohl Vincenzo am eigenen Hof ausgezeichnete Künstler hielt, engagierte er zusätzlich aus Florenz den Librettisten Ottavio Rinuccini, der das Libretto zu L’Arianna und weiterer Stücke beisteuerte, und Marco da Gagliano, den Komponisten einer Neuvertonung von Rinuccinis Opernlibretto La Dafne. Dabei ging es nicht ohne Neid ab. In Florenz schmähte ein anderer Dichter, der sich selbst Hoffnungen gemacht hatte, die Fähigkeiten Rinuccinis, und Monteverdi beklagte sich brieflich über das hohe Honorar Gaglianos, das sein eigenes um ein Vielfaches übertraf. Um die durch die Terminverschiebung entstandene Lücke zu füllen, wurde La Dafne bereits zur Karnevalsaison gespielt, sodass Monteverdi bei den eigentlichen Feierlichkeiten als Hauptkomponist zur Geltung kam. Die Zurschaustellung der eigenen Macht gegenüber Savoyen gelang jedoch nicht vollständig, denn der Brautvater, Herzog Karl Emanuel I., erschien nicht selbst, sondern schickte lediglich seine beiden Söhne nach Mantua. Über die hohe Arbeitsbelastung beklagte sich Monteverdi noch Jahre später mit bitteren Worten.:91
Rinuccini traf am 23. Oktober 1607 zu einem Besuch in Mantua ein, worauf Monteverdi vermutlich bereits mit der Komposition begann. Francescos Schwester, die Herzogin Eleonora Gonzaga, sah L’Arianna bei einer frühen Probe. Sie empfand den Text als zu „trocken“ und befahl dem Librettisten, die Handlung unterhaltsamer zu gestalten.
L’Arianna wurde am 28. Mai 1608 im kurz zuvor von Antonio Maria Vianini fertiggestellten Hoftheater in Mantua gespielt, das nach unterschiedlichen Schätzungen 4000 oder 6000 Zuschauer aufnehmen konnte. Die Aufführung dauerte knapp 2 ½ Stunden. Sie war auswärtigen Gästen mit einer kupfernen Zugangsberechtigung vorbehalten. Einwohner Modenas wurden nicht eingelassen. Die Wache hatte allerdings Schwierigkeiten, den Andrang unter Kontrolle zu bekommen, sodass der Fürst persönlich einschreiten musste.
Bei der Uraufführung sang Virginia Ramponi Andreini („La Florinda“) die Titelrolle. Sie war Schauspielerin und Sängerin einer Truppe der Commedia dell’arte und erst nach dem Tod der ursprünglich vorgesehenen Caterina Martinelli eingesprungen. Der Almanacco von Gherardo Casaglia nennt als weitere Ausführende Settimia Caccini (Venere/Apollo), Sabina Rossi „Madama Europa“ (Dorilla), Sante Orlandi (Tirsi), Antonio Brandi „Il Brandino“ (Teseo), Francesco Rasi (Bacco), Bassano Casola (Giove) und Francesco Campagnolo (consigliere/messaggero).
Der Gesandte Modenas berichtete seinem Dienstherrn, dass ihr von Violen und Klagegesang begleiteter Klagegesang „viele zum Weinen“ gebracht habe. Auch ein Sänger namens „Rasi“ habe göttlich gesungen, aber neben ihr seien alle anderen „wie nichts“ erschienen. Einem Bericht Federico Follinos zufolge gab es keine Dame im Haus, die nicht eine Träne vergossen hatte. Ähnlich äußerte sich Marco da Gagliano im Vorwort seiner Dafne. Der große Eindruck, den das Stück machte, war zum Teil auf die Umstände der Aufführung zurückzuführen. Noch nie hatte eine Oper ein so großes Publikum gefunden. Auch die Schauspielkünste der Andreini trugen dazu bei. Silke Leopold schrieb, dass aber vor allem „niemals zuvor Handlung, Szene und Musik zur Darstellung eines Einzelschicksals zu einer solchen Einheit verschmolzen wie in diesem auch ohne choreographische Anlage in sich geschlossenen Bild“ – vergleichbar nur mit dem Klagegesang aus Monteverdis Orfeo. Anders als noch in Peris Euridice wurden die Charaktere nicht nur in „gehobener Rhetorik“ abgebildet, sondern als wahrhaft lebendige und leidende Menschen. Die musikalisch durch spannungsreiche Intervalle und Harmonien dargestellten Affekte von Schmerz und Trauer weckten entsprechende Gefühle bei den Hörern.
Ein Jahr nach der Aufführung ließ Monteverdi einen Druck seines Orfeo erstellen. Auf eine Ausgabe der Arianna verzichtete er aus unbekannten Gründen. Aus späteren Briefen ist jedoch ersichtlich, dass er nur ungern an die Umstände der Aufführung zurückdachte. Der Großteil der Musik ging im Lauf der Zeit verloren.
Das einzige (in Bearbeitungen) erhaltene Stück der Oper, das Lamento d’Arianna, wurde zum Modell der Musikgattung des Lamento. Dieses Stück galt schon Monteverdi selbst als „Herzstück der Oper“ („La più essential parte dell’opera“), wie aus einem Brief vom 20. März 1620 hervorgeht.:91 Es war möglicherweise erst spät in die Oper aufgenommen worden, um die Fähigkeiten der Andreini zur Geltung zu bringen. Er veröffentlichte es separat in drei verschiedenen Fassungen: 1614 als fünfstimmiges Madrigal in seinem 6. Madrigalbuch, 1623 als Monodie für Singstimme mit Generalbass und 1640/1641 mit einem geistlichen Text unter dem Titel Pianto della Madonna in der Sammlung Selva morale e spirituale. Keine dieser Bearbeitungen enthält die ursprünglichen Fischerchöre und die Streicherbegleitung.
Der Vergleich mit der Dafne zeigt, dass Rinuccini hier erstmals die „Wende vom Pastoralen zum Tragischen“ vollzogen hat. Obwohl auch hier noch der Chor eine bedeutende Rolle trägt, besteht ein wesentlicher Unterschied in der dramatisch hervorgehobenen Rolle des Titelcharakters.
Im Dezember 1613 bat Prinz Francesco de’ Medici den Herzog Ferdinando Gonzaga um eine Kopie der Arianna. 1620 bemühte sich Monteverdi offenbar vergeblich um eine weitere Aufführung des Werks in Mantua, für die er es überarbeiten wollte. Erst zur Karnevalsaison 1639/1640 gab es eine Neuproduktion zur Eröffnung des Teatro San Moisè in Venedig.
Mehrere zeitgenössische gedruckte Fassungen des Textbuchs von L’Arianna sind erhalten:
- 1608: Mantua (Aurelio & Ludovico Osanna)[13]:78
- 1608: Mantua (Heredi di Francesco Osanna)[14]
- 1608: Florenz (Giunti)[15]
- 1608: Venedig (Giunti, Ciotti & compagni)[13]:78
- 1622: Venedig (Ghirardo et Iseppo Imberti)[16]
- nach 1630: Rom(?)[17]
- 1633: Ancona (G. F. Gundulić), kroatische Übersetzung für eine möglicherweise geplante Aufführung in Dubrovnik, Aufteilung in fünf Akte[13]:80f
- 1639: Venedig (Angelo Salvadori), ohne Nennung des Komponisten und höchstwahrscheinlich ohne seine Zustimmung herausgegeben.[11][18]
- 1640: Venedig (Bariletti), mit vollständiger Nennung der Autoren.[11][19]

## Rekonstruktionen und Neuvertonungen
Der englische Komponist Alexander Goehr komponierte 1994/1995 eine Neufassung der Oper für eine modernere Instrumentalbesetzung einschließlich Saxophonen und umfangreichem Schlagwerk. Sie wurde im 15. September 1995 im Royal Opera House Covent Garden in einer Inszenierung von Francesca Zambello uraufgeführt. Bühnenbild und Kostüme stammten von Alison Chitty. Die musikalische Leitung hatte Ivor Bolton. Die Sänger waren Anna Maria Panzarella (Amore), Susan Graham (Arianna), Sheila Nadler (Venere/Dorilla), Axel Köhler (Bacco), J. Patrick Raftery (Teseo), Timothy Robinson (Soldato Primo/Pescatore), Christopher Ventris (Soldato Secondo/Pescatore), David Wilson-Johnson (Consigliero/Pescatore), Gidon Saks (Soldato/Percatore/Giove) und Dan Long (Soldato/Pescatore). Wenig später erschien eine CD-Aufnahme des Werks mit dem Arianna Ensemble unter der Leitung von William Lacey mit Ruby Philogene in der Titelrolle. In dieser Vertonung bildet Monteverdis nur geringfügig modifiziertes Lamento den Mittelpunkt.
Claudio Cavina, der künstlerische Leiter des italienischen Ensembles „La Venexiana“, stellte 2015 eine Rekonstruktion der vollständigen Oper vor, für die er Auszüge aus anderen Werken Monteverdis (beispielsweise der Scherzi musicali von 1607 oder dem Ballo delle ingrate) verwendete und weitere Teile neu komponierte. Dabei orientierte er sich am Frühstil Monteverdis. Das Lamento ergänzte er um die im Libretto genannten Fischerchöre und den abschließenden „Seufzer“ der Protagonistin sowie um die im zeitgenössischen Bericht erwähnte Begleitung von Violen und Violinen. Bei der Instrumentation richtete er sich nach dem Ballo delle ingrate und verzichtete auf Blasinstrumente. Eine erste konzertante Aufführung in eingeschränktem privaten Rahmen für die ca. 230 Teilnehmer der Veranstaltung „Monteverdi in Venice – the four operas“ wurde am 4. November 2015 unter Cavinas Leitung in der Scuola Grande di San Giovanni Evangelista mit Francesca Lombardi Mazzulli in der Titelrolle gezeigt. Die öffentliche Uraufführung fand am 1. Juni 2018 konzertant im Orchesterzentrum NRW im Rahmen des Dortmunder Musikfestivals „Klangvokal“ statt. Die musikalische Leitung hatte Davide Pozzi. Es sangen Fulvio Bettini (Apollo, erster Bote und Bacchus), Francesca Lombardi Mazzulli (Venere), Filippo Mineccia (Amore), Riccardo Pisani (Teseo), Raffaella Milanesi (Arianna), Alessio Tosi (zweiter Bote), Luca Dordolo (Berater), Emanuela Galli (Dorilla), Salvo Vitale (Jupiter), Carlotta Colombo (erstes Mädchen) und Vittoria Giacobazzi (zweites Mädchen).

## Das „Lamento d’Arianna“

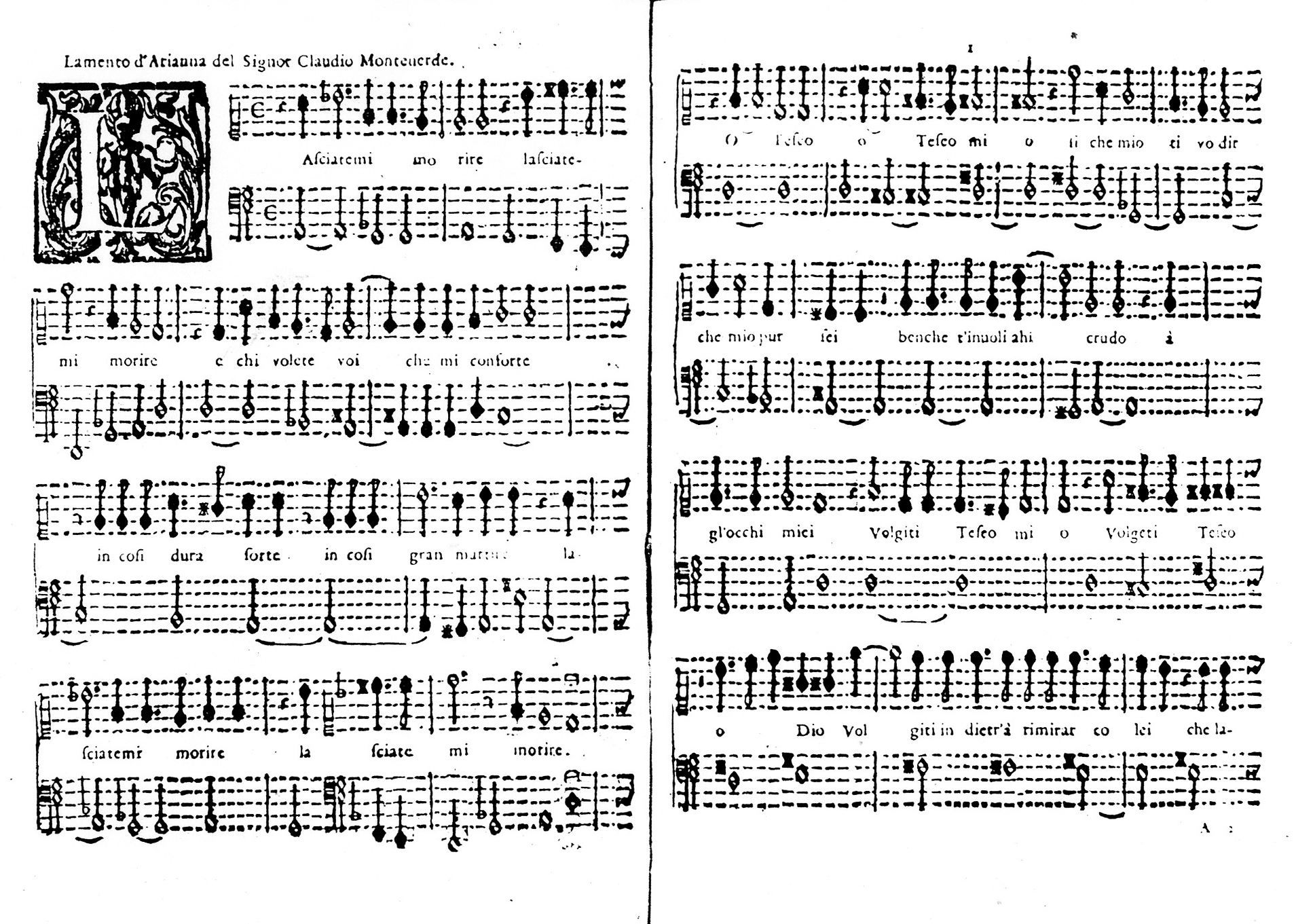
Anfang des Lamentos in der Erstausgabe von 1623

Das Lamento ist in fünf monologische Abschnitte unterteilt. Außer Arianna befinden sich in der ursprünglichen Opernfassung ihre Gastgeberin Dorilla und die örtlichen Fischer auf der Bühne und kommentieren die Klage ähnlich wie der Chor des antiken Dramas.:96ff Für die Vertonung verwendete Monteverdi den stile rappresentativo („darstellender Stil“). Es handelt sich um einen ausdrucksstarken Sologesang (Monodie), der die wechselnden Gefühlszustände der Protagonistin durch den Verlauf der Gesangsmelodie und der Harmoniefolge abbildet. Die Melodie ist eng mit der Sprache verbunden. Der Rhythmus ergibt sich aus dem Text und dem jeweiligen Erregungsgrad, und auch Tonarten und Dissonanzen sind auf den Textinhalt ausgerichtet.:99 Die Grundtonart ist d-Moll (auch die Dur-Variante), was der Tragik des Textes entspricht. Alle Abschnitte enden in dieser Tonart. Der erste Teil („Lasciatemi morire“) zeigt Ariannas Todeswunsch. Sie sucht für einen kurzen Moment Trost bei den Fischern, die ihn ihr aber nicht geben können („In van lingua mortale in van porge conforto“). Im zweiten Teil wendet sie sich direkt an den abwesenden Teseo („O Teseo, o Teseo mio“) und wirft ihm vor, sie wilden Tieren überlassen zu haben, obwohl sie seinetwegen ihre Heimat aufgegeben hatte. Hier stehen kontrastreiche Tonart- und Rhythmuswechsel für den Gegensatz zwischen Teseos Glück und Ariannas Leid. Die Fischer zeigen Mitgefühl („Ahi! che ’l cor mi si spezza“). Im dritten Teil („Dove, dove è la fede“) vergleicht Arianna noch einmal verstärkt Teseos Versprechungen mit seinen Handlungen. Die Harmonie ist hier besonders abwechslungsreich. Zum einzigen Mal taucht hier die Tonart Es-Dur auf, und es gibt eine Abfolge von acht verschiedenen Tonarten innerhalb von vier Takten. Der Chor weist auf die Vergeblichkeit ihres Flehens hin („Vinta da l’aspro duolo“). Im vierten Teil steigert sich Ariannas Wut in einen Fluch („Ahi, che non pur risponde“), in dem sie die Naturgewalten auffordert, sein Schiff zu versenken. Dramatische harmonische, melodische und rhythmische Kontraste verdeutlichen dies, bis Arianna über sich selbst erschreckt und sich wieder an ihre Liebe erinnert. Die Fischer zeigen sich beeindruckt von ihrer unerschütterlichen Liebe („Verace amor, degno ch’il mondo ammiri!“). Im letzten Teil schließlich erkennt Arianna die Vergeblichkeit ihrer Hoffnung („Misera, ancor do loco a la tradita speme“). Sie bereut ihre übergroße Liebe und Leichtgläubigkeit. In derselben Szene der Oper folgen trostreiche Worte Dorillas und verzweifelte Widerworte Ariannas, bevor die Ankunft des Bacchus zur nächsten Szene überleitet.:99ff
Die im Lamento verwendeten Tonarten weist Ulrich Michels vereinfacht (Monteverdi differenziert weitaus feiner) den folgenden Affekten zu::104
- d-Moll mit a-Moll und Dur-Varianten: „Gesamtsituation“; dorisch: heroisch oder ernst; hypoäolisch: traurig
- g-Moll: „die elende Arianna, weinend“; hypodorisch: traurig, elend
- E-Dur: „die schreiende, in Not geratene Arianna“; phrygisch: klagend, schmerzvoll
- C-Dur: „Natur, Kraft, z. B. Theseus, günstige Winde“; ionisch: heiter, tänzerisch
- F-Dur: „Glanz, Ruhm, Recht, Eltern“; lydisch oder hypoionisch
- G-Dur: „Stolz, Hoffnung, Glück, Feste, aber auch Natur: Sturm, Wind“; mixolydisch: ausgelassen, fröhlich, (pervertierte) Schönheit der Natur, Drohung, Zorn